# FIBA AmeriCup de 2017
La FIBA AmeriCup de 2017, también conocida como la Copa de las Américas o la Copa de la FIBA Américas, fue la 18.ª edición del torneo internacional de baloncesto más importante del continente americano a nivel de selecciones, antiguamente conocido como el «Campeonato FIBA Américas». Luego del Baloncesto en los Juegos Olímpicos y la Copa Mundial de Baloncesto, es el torneo de más relevancia para los equipos nacionales del continente americano, y es el torneo de mayor importancia que se juega dentro del continente.
Esta fue la primera vez en la historia de la competición que el torneo no servirá de clasificación a los Juegos Olímpicos o la Copa Mundial de Baloncesto. En cambio, otorgó siete plazas para los Juegos Panamericanos de 2019. Como Estados Unidos clasificaba automáticamente al torneo olímpico y al mundial, no participaba en el torneo americano desde 2007.
Estados Unidos, con un equipo de jugadores de la NBA G League (liga de desarrollo), se coronó campeón al vencer en la final 81-76 al local Argentina, obteniendo su séptimo título continental.

## Clasificación
Diez equipos clasificaron a través de los torneos preliminares realizados en sus respectivas zonas durante el 2016. Canadá y Estados Unidos clasificaron automáticamente, como los dos únicos miembros de la zona norteamericana. Brasil ganó su cupo al ser subcampeón del Campeonato Sudamericano, sin embargo, por una sanción de FIBA no participará de la copa, el 23 de julio de 2017 FIBA Américas le levantó la suspensión condicionalmente a Brasil.
Calendario de clasificación
| Competición             | Fecha                            | Sede    | Plazas | Equipos clasificados                                                          |
| ----------------------- | -------------------------------- | ------- | ------ | ----------------------------------------------------------------------------- |
| Norteamérica            | –                                | –       | 2      | Canadá Estados Unidos                                                         |
| Centrobasket            | 19 – 25 de junio de 2016         | Panamá  | 5      | Puerto Rico México República Dominicana Panamá Islas Vírgenes Estadounidenses |
| Campeonato Sudamericano | 26 de junio – 2 de julio de 2016 | Caracas | 5      | Venezuela Uruguay Argentina Colombia Brasil                                   |

## Modo de disputa
El torneo cuenta con dos etapas, los grupos y el final four. Los grupos se disputaron en tres países distintos, donde los equipos se dividen en grupos de cuatro equipos cada uno y se enfrentan todos contra todos una vez. El final four se disputó en Argentina, clasificando automáticamente al seleccionado de dicho país para la instancia. Los restantes 3 cupos al Final Four se dirimen en los grupos, clasificando los mejores ubicados de cada grupo.

### Calendario y sedes
El torneo se disputó del 25 de agosto al 3 de septiembre.
Primera fase
- Grupo A: Medellín, Colombia, del 25 al 27 de agosto.
- Grupo B: bahía Blanca, Argentina, del 27 al 29 de agosto.
- Grupo C: Montevideo, Uruguay, del 28 al 30 de agosto.

Final four
- Córdoba, Argentina, 2 y 3 de septiembre.

## Grupos
El sorteo de los grupos tuvo lugar el 20 de abril. Entre paréntesis se indica la posición en el Ranking Mundial FIBA. En negrita se denota al equipo local en dicho grupo.
| Grupo A          | Grupo B                             | Grupo C                   |
| ---------------- | ----------------------------------- | ------------------------- |
| Brasil           | Islas Vírgenes Estadounidenses (59) | República Dominicana (18) |
| Puerto Rico (17) | Argentina (6)                       | Estados Unidos (1)        |
| México (19)      | Venezuela (15)                      | Panamá (33)               |
| Colombia (91)    | Canadá (24)                         | Uruguay (26)              |

## Primera ronda
– Clasificados a las semifinales. 

### Grupo A
| #   | Equipo      | PJ | G | P | PE  | PP  | Dif | Pts |
| --- | ----------- | -- | - | - | --- | --- | --- | --- |
| 1.° | México      | 3  | 3 | 0 | 250 | 212 | +38 | 6   |
| 2.° | Puerto Rico | 3  | 2 | 1 | 246 | 221 | +25 | 5   |
| 3.° | Brasil      | 3  | 1 | 2 | 232 | 262 | -30 | 4   |
| 4.° | Colombia    | 3  | 0 | 3 | 216 | 249 | -33 | 3   |

Los horarios corresponden al huso horario del Medellín, Colombia, UTC–5.
| 25 de agosto, 17:30 | Puerto Rico                                      | 66–69                | México                                             | Medellín                                                                              |  |
|                     | Parciales: 15–12, 16–27, 20–16, 15–14            |                      |                                                    |                                                                                       |  |
|                     | Estadísticas M. Rosario 14 J. Díaz 10 A. Abreu 6 | Reporte Pts Reb Asts | Estadísticas 24 A. Pérez 7 H. Hernández 3 G. Giron | Pabellón: Coliseo Iván de Bedout Árbitros: Juan Fernández Andrés Bartel Jorge Cabrera |  |

| 25 de agosto, 20:00 | Brasil                                                | 76–74                | Colombia                                         | Medellín                                                                                  |  |
|                     | Parciales: 20–17, 16–16, 14–15, 26–26                 |                      |                                                  |                                                                                           |  |
|                     | Estadísticas L. Meindl 19 B. Caboclo 11 F. De Assis 6 | Reporte Pts Reb Asts | Estadísticas 17 J. Tello 11 B. Angola 3 J. Tello | Pabellón: Coliseo Iván de Bedout Árbitros: Alejandro Sánchez Matthew Myers Carlos Peralta |  |

| 26 de agosto, 17:30 | México                                       | 99–76                | Brasil                                               | Medellín                                                                                  |  |
|                     | Parciales: 22–19, 19–14, 30–23, 28–20        |                      |                                                      |                                                                                           |  |
|                     | Estadísticas L. Mata 17 L. Mata 7 A. Pérez 7 | Reporte Pts Reb Asts | Estadísticas 19 L. Meindl 6 J. Batista 7 F. De Assis | Pabellón: Coliseo Iván de Bedout Árbitros: Alejandro Sánchez Andrés Bartel Carlos Peralta |  |

| 26 de agosto, 20:00 | Colombia                                         | 72–91                | Puerto Rico                                        | Medellín                                                                                |  |
|                     | Parciales: 26–26, 10–21, 14–23, 22–21            |                      |                                                    |                                                                                         |  |
|                     | Estadísticas M. Jackson 20 J. Tello 7 J. Tello 4 | Reporte Pts Reb Asts | Estadísticas 15 C. Rivera 7 E. Andújar 4 C. Rivera | Pabellón: Coliseo Iván de Bedout Árbitros: Juan Fernández Matthew Myers Richard Pereira |  |

| 27 de agosto, 15:30 | Brasil                                              | 80–89                | Puerto Rico                                          | Medellín                                                                                    |  |
|                     | Parciales: 14–18, 17–17, 23–27, 26–27               |                      |                                                      |                                                                                             |  |
|                     | Estadísticas L. Meindl 17 L. Meindl 6 F. De Assis 8 | Reporte Pts Reb Asts | Estadísticas 23 A. Rodríguez 7 E. Andújar 3 A. Abreu | Pabellón: Coliseo Iván de Bedout Árbitros: Alejandro Sánchez Carlos Peralta Richard Pereira |  |

| 27 de agosto, 18:00 | México                                                | 82–70                | Colombia                                             | Medellín                                                                             |  |
|                     | Parciales: 17–15, 21–22, 22–21, 22–12                 |                      |                                                      |                                                                                      |  |
|                     | Estadísticas J. Gutiérrez 24 L. Mata 7 J. Gutiérrez 5 | Reporte Pts Reb Asts | Estadísticas 16 B. Angola 7 H. Mosquera 9 H. Atencia | Pabellón: Coliseo Iván de Bedout Árbitros: Andrés Bartel Jorge Cabrera Matthew Myers |  |

### Grupo B
| #   | Equipo                         | PJ | G | P | PE  | PP  | Dif | Pts |
| --- | ------------------------------ | -- | - | - | --- | --- | --- | --- |
| 1.° | Argentina                      | 3  | 3 | 0 | 263 | 206 | +57 | 6   |
| 2.° | Islas Vírgenes Estadounidenses | 3  | 1 | 2 | 225 | 261 | -36 | 4   |
| 3.° | Canadá                         | 3  | 1 | 2 | 232 | 241 | -9  | 4   |
| 4.° | Venezuela                      | 3  | 1 | 2 | 214 | 226 | -12 | 4   |

- Dado que Argentina tenía asegurada su presencia en semifinales (independientemente de su rendimiento en la fase de grupos) por ser sede de dicha instancia y la final, el mejor ubicado que no sea Argentina avanzó de fase.

Los horarios corresponden al huso horario del Bahía Blanca, Argentina, UTC–3.
| 27 de agosto, 19:30 | Islas Vírgenes Estadounidenses                | 83–71                | Canadá                                                         | Bahía Blanca                                                                         |  |
|                     | Parciales: 20–16, 15–14, 28–19, 20–22         |                      |                                                                |                                                                                      |  |
|                     | Estadísticas W. Hodge 25 J. Gray 8 W. Hodge 8 | Reporte Pts Reb Asts | Estadísticas 10 O. Hanlan 10 X. Rathan-Mayes 6 X. Rathan-Mayes | Pabellón: Estadio Osvaldo Casanova Árbitros: Julio Anaya Fabiano Huber Rodrigo Mejía |  |

| 27 de agosto, 22:00 | Argentina                                       | 67–62                | Venezuela                                   | Bahía Blanca                                                                            |  |
|                     | Parciales: 12–14, 16–18, 18–11, 21–19           |                      |                                             |                                                                                         |  |
|                     | Estadísticas G. Deck 16 G. Deck 6 F. Campazzo 9 | Reporte Pts Reb Asts | Estadísticas 16 J. Cox 7 J. Cox 4 G. Vargas | Pabellón: Estadio Osvaldo Casanova Árbitros: Marcos Benito Jesed Díaz Krishna Domínguez |  |

| 28 de agosto, 19:30 | Canadá                                                      | 86–92                | Argentina                                           | Bahía Blanca                                                                               |  |
|                     | Parciales: 16–25, 24–17, 15–11, 24–26 (T.E.: 7–13)          |                      |                                                     |                                                                                            |  |
|                     | Estadísticas B. Heslip 24 A. Nicholson 18 X. Rathan-Mayes 5 | Reporte Pts Reb Asts | Estadísticas 23 F. Campazzo 9 G. Deck 6 F. Campazzo | Pabellón: Estadio Osvaldo Casanova Árbitros: Marcos Benito Krishna Domínguez Rodrigo Mejía |  |

| 28 de agosto, 22:00 | Venezuela                                        | 86–84                | Islas Vírgenes Estadounidenses                   | Bahía Blanca                                                                      |  |
|                     | Parciales: 23–21, 24–21, 16–14, 23–28            |                      |                                                  |                                                                                   |  |
|                     | Estadísticas J. Cox 23 N. Colmenares 14 J. Cox 5 | Reporte Pts Reb Asts | Estadísticas 24 W. Hodge 6 J. Simmons 7 W. Hodge | Pabellón: Estadio Osvaldo Casanova Árbitros: Julio Anaya Jesed Díaz Fabiano Huber |  |

| 29 de agosto, 19:30 | Venezuela                                           | 66–75                | Canadá                                                         | Bahía Blanca                                                                               |  |
|                     | Parciales: 16–13, 11–16, 21–19, 18–27               |                      |                                                                |                                                                                            |  |
|                     | Estadísticas J. Cox 22 N. Colmenares 13 G. Vargas 4 | Reporte Pts Reb Asts | Estadísticas 22 X. Rathan-Mayes 11 D. Pierre 8 X. Rathan-Mayes | Pabellón: Estadio Osvaldo Casanova Árbitros: Marcos Benito Fabiano Huber Jonathan Sterling |  |

| 29 de agosto, 22:00 | Islas Vírgenes Estadounidenses                   | 58–104               | Argentina                                            | Bahía Blanca                                                                      |  |
|                     | Parciales: 10–29, 17–19, 17–35, 14–21            |                      |                                                      |                                                                                   |  |
|                     | Estadísticas J. Simmons 13 S. Adams 10 K. Hart 3 | Reporte Pts Reb Asts | Estadísticas 19 L. Redivo 6 N. Brussino 7 L. Vildoza | Pabellón: Estadio Osvaldo Casanova Árbitros: Julio Anaya Jesed Díaz Rodrigo Mejía |  |

### Grupo C
| #   | Equipo               | PJ | G | P | PE  | PP  | Dif | Pts |
| --- | -------------------- | -- | - | - | --- | --- | --- | --- |
| 1.° | Estados Unidos       | 3  | 3 | 0 | 243 | 178 | +65 | 6   |
| 2.° | Uruguay              | 3  | 2 | 1 | 211 | 199 | +12 | 5   |
| 3.° | República Dominicana | 3  | 1 | 2 | 199 | 202 | -3  | 4   |
| 4.° | Panamá               | 3  | 0 | 3 | 288 | 262 | -74 | 3   |

Los horarios corresponden al huso horario del Montevideo, Uruguay, UTC–3.
| 28 de agosto, 18:00 | Estados Unidos                                                    | 97–56                | Panamá                                                | Montevideo                                                                                         |  |
|                     | Parciales: 27–10, 22–15, 21–13, 27–18                             |                      |                                                       | |  |
|                     | Estadísticas D. Hilliard, J. Holmes 17 M. Plumlee 12 L. Drew II 7 | Reporte Pts Reb Asts | Estadísticas 19 G. Forbes 10 T. Bishop Jr 3 G. Forbes | Pabellón: Palacio Contador Gastón Guelfi Árbitros: Fernando Sampietro Omar Bermúdez José Melgarejo |  |

| 28 de agosto, 20:30 | República Dominicana                                           | 57–66                | Uruguay                                              | Montevideo                                                                                          |  |
|                     | Parciales: 7–23, 25–9, 10–14, 15–20                            |                      |                                                      | |  |
|                     | Estadísticas E. Santana 15 S. Rojas, E. Santana 6 E. Santana 2 | Reporte Pts Reb Asts | Estadísticas 23 J. Granger 9 E. Batista 8 J. Granger | Pabellón: Palacio Contador Gastón Guelfi Árbitros: Guilherme Locatelli Matthew Kallio Fabricio Vito |  |

| 29 de agosto, 18:00 | Panamá                                             | 64–86                | República Dominicana                             | Montevideo                                                                                       |  |
|                     | Parciales: 22–27, 19–18, 6–18, 17–23               |                      |                                                  |                                                                                                  |  |
|                     | Estadísticas T. Bishop Jr 20 J. Levy 9 J. Carter 4 | Reporte Pts Reb Asts | Estadísticas 19 V. Liz 13 A. Delgado 8 G. Solano | Pabellón: Palacio Contador Gastón Guelfi Árbitros: Fabricio Vito Omar Bermúdez Fernando Oliviera |  |

| 29 de agosto, 20:30 | Uruguay                                               | 66–74                | Estados Unidos                                        | Montevideo                                                                                               |  |
|                     | Parciales: 20–11, 12–23, 18–16, 16–24                 |                      |                                                       | |  |
|                     | Estadísticas E. Batista 22 E. Batista 14 J. Granger 6 | Reporte Pts Reb Asts | Estadísticas 16 C. Williams 14 J. Warney 4 L. Drew II | Pabellón: Palacio Contador Gastón Guelfi Árbitros: Guilherme Locatelli Matthew Kallio Fernando Sampietro |  |

| 30 de agosto, 18:00 | República Dominicana                                           | 56–72                | Estados Unidos                                       | Montevideo                                                                                          |  |
|                     | Parciales: 13–20, 15–18, 12–16, 16–18                          |                      |                                                      | |  |
|                     | Estadísticas A. De León 15 S. Rojas 11 G. Solano, A. De León 3 | Reporte Pts Reb Asts | Estadísticas 15 C. Williams 9 J. Warney 4 L. Drew II | Pabellón: Palacio Contador Gastón Guelfi Árbitros: Guilherme Locatelli Omar Bermúdez Matthew Kallio |  |

| 30 de agosto, 20:30 | Panamá                                                  | 68–79                | Uruguay                                              | Montevideo                                                                                            |  |
|                     | Parciales: 15–20, 14–22, 15–29, 24–8                    |                      |                                                      | |  |
|                     | Estadísticas T. Bishop Jr 19 J. Carter 14 E. Luzcando 8 | Reporte Pts Reb Asts | Estadísticas 20 J. Granger 6 J. Granger 6 J. Granger | Pabellón: Palacio Contador Gastón Guelfi Árbitros: Fernando Sampietro Fernando Oliviera Fabricio Vito |  |

## Final Four
|  | Semifinales                    | Semifinales |           |                | Final                          | Final        |  |
|  |                                |             |           |                |                                |              |  |
|  |                                |             |           |                |                                |              |  |
|  | Estados Unidos                 | 90          |           |                |                                |              |  |
|  | Estados Unidos                 | 90          |           |                |                                |              |  |
|  | Islas Vírgenes Estadounidenses | 62          |           |                |                                |              |  |
|  | Islas Vírgenes Estadounidenses | 62          |           | Estados Unidos | 81                             |              |  |
|  |                                |             |           | Estados Unidos | 81                             |              |  |
|  |                                |             | Argentina | 76             |                                |              |  |
|  | México                         | 67          | Argentina | 76             |                                |              |  |
|  | México                         | 67          |           |                |                                |              |  |
|  | Argentina                      | 84          |           |                | Tercer lugar                   | Tercer lugar |  |
|  | Argentina                      | 84          |           |                | Tercer lugar                   | Tercer lugar |  |
|  |                                |             |           |                |                                |              |  |
|  |                                |             |           |                | Islas Vírgenes Estadounidenses | 65           |  |
|  |                                |             |           |                | Islas Vírgenes Estadounidenses | 65           |  |
|  |                                |             |           |                | México                         | 79           |  |
|  |                                |             |           |                | México                         | 79           |  |
|  |                                |             |           |                |                                |              |  |

### Semifinales
| 2 de septiembre, 18:30 | Estados Unidos                               | 90–62                | Islas Vírgenes Estadounidenses                            | Córdoba                                                                               |  |
|                        | Parciales: 22–10, 22–17, 18–15, 28–20        |                      |                                                           |                                                                                       |  |
|                        | Estadísticas Munford 20 Munford 10 Drew II 7 | Reporte Pts Reb Asts | Estadísticas 12 Martínez 5 tres jugadores 6 Hodge, Rivera | Pabellón: Orfeo Superdomo Árbitros: Guillerme Locatelli Julio Anaya Alejandro Sánchez |  |

| 2 de septiembre, 21:00 | Argentina                                          | 84–67                | México                                | Córdoba                                                                               |  |
|                        | Parciales: 21–18, 18–18, 23–15, 22–16              |                      |                                       |                                                                                       |  |
|                        | Estadísticas Garino 20 Brussino, Deck 8 Campazzo 9 | Reporte Pts Reb Asts | Estadísticas 19 Cruz 7 Benítez 4 Cruz | Pabellón: Orfeo Superdomo Árbitros: Guillerme Locatelli Julio Anaya Alejandro Sánchez |  |

### Tercer puesto
| 3 de septiembre, 18:30 | Islas Vírgenes Estadounidenses                | 65–79                | México                                    | Córdoba                                                                     |  |
|                        | Parciales: 7–20, 19–19, 23–22, 16–18          |                      |                                           |                                                                             |  |
|                        | Estadísticas Hodge 20 Edwin 7 three players 3 | Reporte Pts Reb Asts | Estadísticas 22 Cruz 11 Hernández 6 Pérez | Pabellón: Orfeo Superdomo Árbitros: Marcos Benito Jesed Díaz Matthew Kallio |  |

### Final
| 3 de septiembre, 21:00 | Estados Unidos                             | 81–76                | Argentina                                    | Córdoba                                                                               |  |
|                        | Parciales: 15–22, 12–20, 23–14, 31–20      |                      |                                              |                                                                                       |  |
|                        | Estadísticas Warney 21 Warney 7 Marshall 7 | Reporte Pts Reb Asts | Estadísticas 26 Brussino 8 Garino 6 Brussino | Pabellón: Orfeo Superdomo Árbitros: Guillerme Locatelli Julio Anaya Alejandro Sánchez |  |

|                                   |
| Bandera de Estados Unidos         |
| Campeón Estados Unidos 7.º título |

## Clasificación final
| Pos.              | Equipo                         | Balance |
| ----------------- | ------------------------------ | ------- |
| Medalla de oro    | Estados Unidos                 | 5–0     |
| Medalla de plata  | Argentina                      | 4–1     |
| Medalla de bronce | México                         | 4–1     |
| 4.º               | Islas Vírgenes Estadounidenses | 1–4     |
| 5.º               | Puerto Rico                    | 2–1     |
| 6.º               | Uruguay                        | 2–1     |
| 7.º               | República Dominicana           | 1–2     |
| 8.º               | Canadá                         | 1–2     |
| 9.º               | Venezuela                      | 1–2     |
| 10.º              | Brasil                         | 1–2     |
| 11.º              | Colombia                       | 0–3     |
| 12.º              | Panamá                         | 0–3     |

     – Clasificados a los Juegos Panamericanos de 2019.

## Quinteto Ideal
| Posición  | Jugador             | País           | Altura        | Edad |
| --------- | ------------------- | -------------- | ------------- | ---- |
| Base      | Facundo Campazzo    | Argentina      | 1,81 m (5-11) | 26   |
| Escolta   | Francisco Cruz      | México         | 1,90 m (6-3)  | 27   |
| Ala-Pívot | Nicolás Brussino    | Argentina      | 2,00 m (6-7)  | 24   |
| Ala-Pívot | Darrun Hilliard     | Estados Unidos | 1,98 m (6-6)  | 24   |
| Pívot     | Jameel Warney (MVP) | Estados Unidos | 2,03 m (6-8)  | 23   |